# 臺灣鱗盾蝸牛
臺灣鱗盾蝸牛（学名：Aegista taiwanica）为扁蝸牛科盾蝸牛屬下的一个种。該物種分佈於臺灣東部、南部的屏東縣恆春地區、好茶瑪家，臺東縣大武，嘉義阿里山等地區。模式標本由日本人平瀨與一郎於1938年所採集。